# Чавинская культура

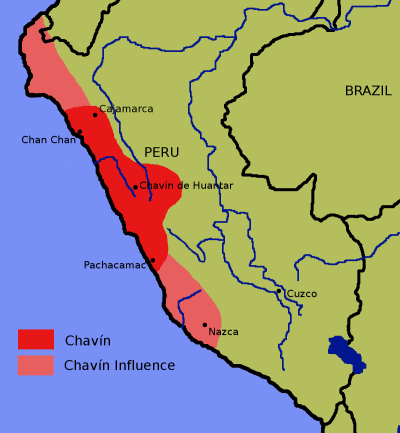
Область распространения (красный цвет) и влияния (розовый цвет) чавинской культуры

Чави́нская культу́ра (культура Чави́н) — доколумбова цивилизация, существовавшая с 900 по 200 годы до н. э. на северных нагорьях Анд, на территории современного Перу. Чавинская культура находилась в долине Мосна, где сливаются реки Мосна и Уачекса. В настоящее время на этой территории проживают народы кечуа, халка и пуна.
Наиболее известным археологическим памятником чавинской культуры являются развалины в Чавин-де-Уантар, расположенном в Андских горах, к северу от Лимы, на высоте 3150 м над ур. м. Считается, что город был построен около 900 года до н. э. и являлся религиозным центром чавинской цивилизации. В настоящее время город объявлен местом культурного наследия ЮНЕСКО. Существуют и другие крупные памятники данной культуры, например, крепость Кунтур-Уаси, храм Гарагай с полихромными рельефами и др.
На руинах чавинской культуры возникли несколько новых, в частности, Викус и Салинар.

## Первые описания и исследования
Первое упоминание о Чавин-де-Уантар встречается в хронике Педро де Сиеса де Леон в 1553 году. Первое научное описание памятника было сделано в 1874 году Эрнстом Миддендорфом (нем. Ernst Middendorf), который заметил сходство памятников Чавин-де-Унтар с каменными курганами на перуанском побережье и дал новой культуре название Чавинской. Первоначальные раскопки с 1919 по 1941 годы проводил перуанский археолог Хулио Сесар Тельо, подтвердивший и углубивший догадку Миддендорфа.

## Происхождение
Предком чавинской культуры, по распространённому мнению, является культура Куписнике XV-X веков до н. э..

## Достижения чавинской культуры

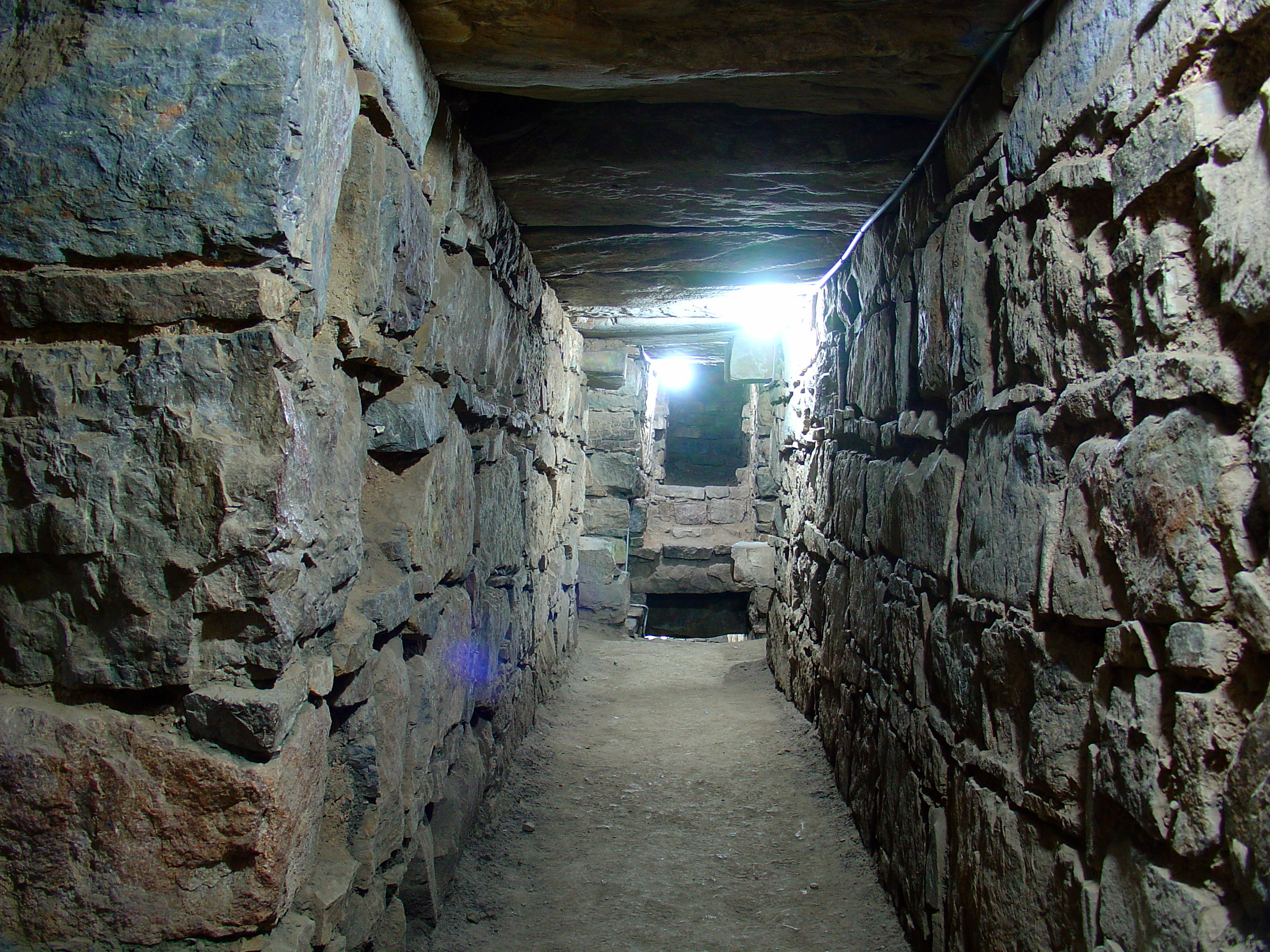
Внутренний коридор Кастильо в селении Чавин-де-Уантар

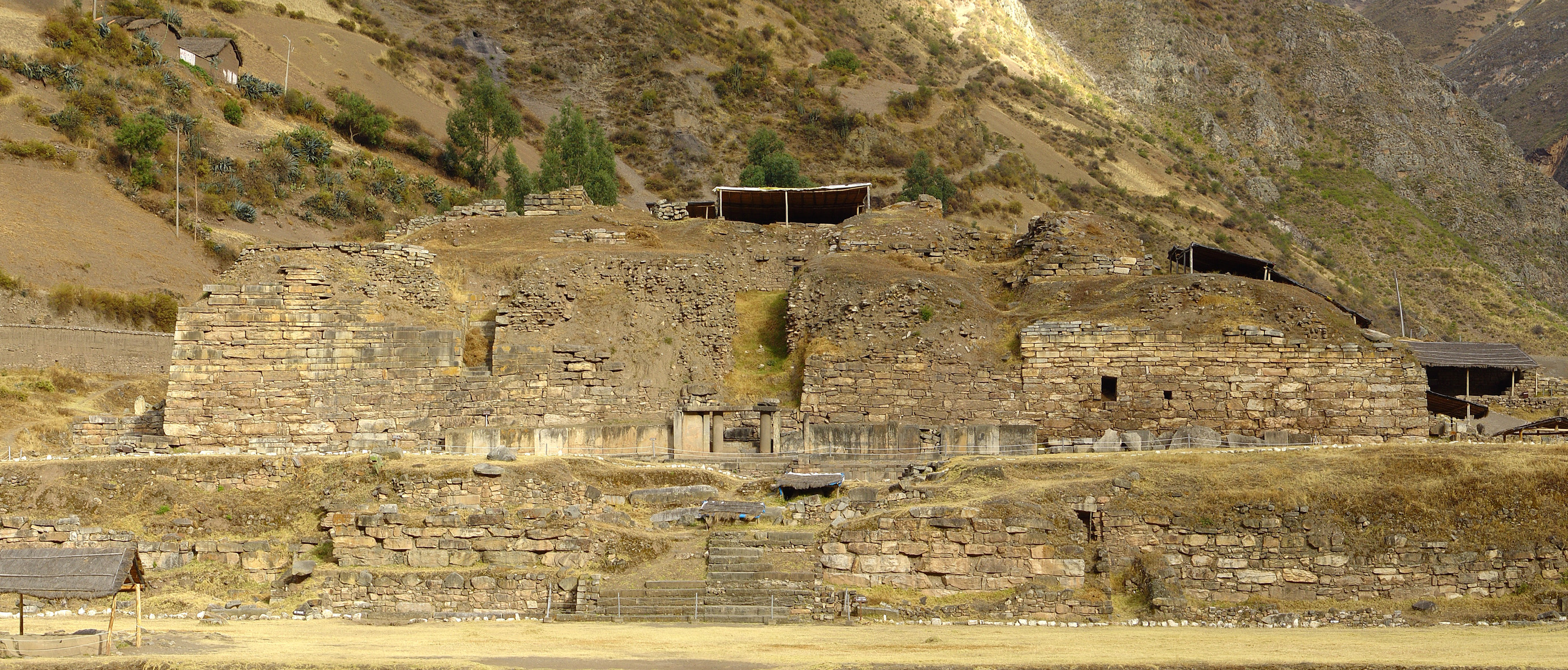
Сооружение Кастильо в селении Чавин-де-Уантар

Главным архитектурным памятником является храм Чавин-де-Уантар. Конструкция храма сохранилась не полностью, поскольку во время дождевых сезонов неоднократно затапливалась. Несмотря на это, у чавинцев существовала развитая система дренажных каналов, в частности, несколько было проложено прямо под храмом. Кроме того, у чавинцев были развитые представления об акустике. В сезон дождей вода обычно стекала по каналам, и течение вызывало внутри храма звук, подобный рёву ягуара. Храм построен из белого гранита и чёрного известняка, причём обе данных породы в окрестностях Чавина не встречаются — по-видимому, их пришлось перетаскивать издалека.
Другим важным памятником является храм Кунтур-Уаси, созданный ещё предшествующей культурой Куписнике.
Чавинская цивилизация имела прогрессивные для своего времени достижения в таких сферах, как металлургия, пайка, температурный контроль и т. д. Чавинцы довольно рано начали использовать технологии создания великолепных ювелирных произведений из золота. В то время они уже научились плавить металлы, и использовали золото в качестве припоя.
Чавинцы одомашнили животных из семейства верблюжьих, например, лам, которых использовали в качестве вьючного скота. Они заготавливали мясо лам, которое вялили и затем продавали в другие регионы, причём вяленое мясо было одним из основных товаров караванной торговли. Кроме того, они успешно культивировали ряд растений, например, картофель, кукурузу и киноа. Также они овладели искусством орошения своих земледельческих угодий.

## Политика
Чавинское государство по форме правления являлось теократией. Вся власть в государстве находилась в руках жрецов. Однако в условиях территориальной и экономической экспансии с одной стороны и усиления эксплуатации трудящихся и роста их недовольства с другой жрецы были вынуждены прибегать к жесткой централизации власти, устанавливая в стране режим, схожий с восточной деспотией. 
Власть над огромной территорией, экономическое могущество, высокий престиж Чавинской культуры, всё большее сосредоточение юридической, законодательной и судебной власти в руках Верховного правителя благоприятствовали зарождению и укреплению концепции "мирового центра", каким и стал считаться Чавин.

## Искусство

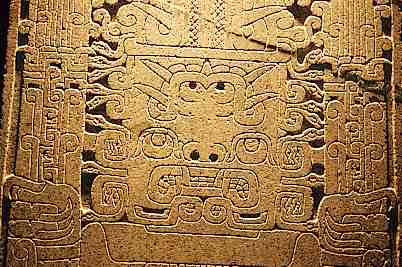
Стела Раймонди, Анкаш, Перу

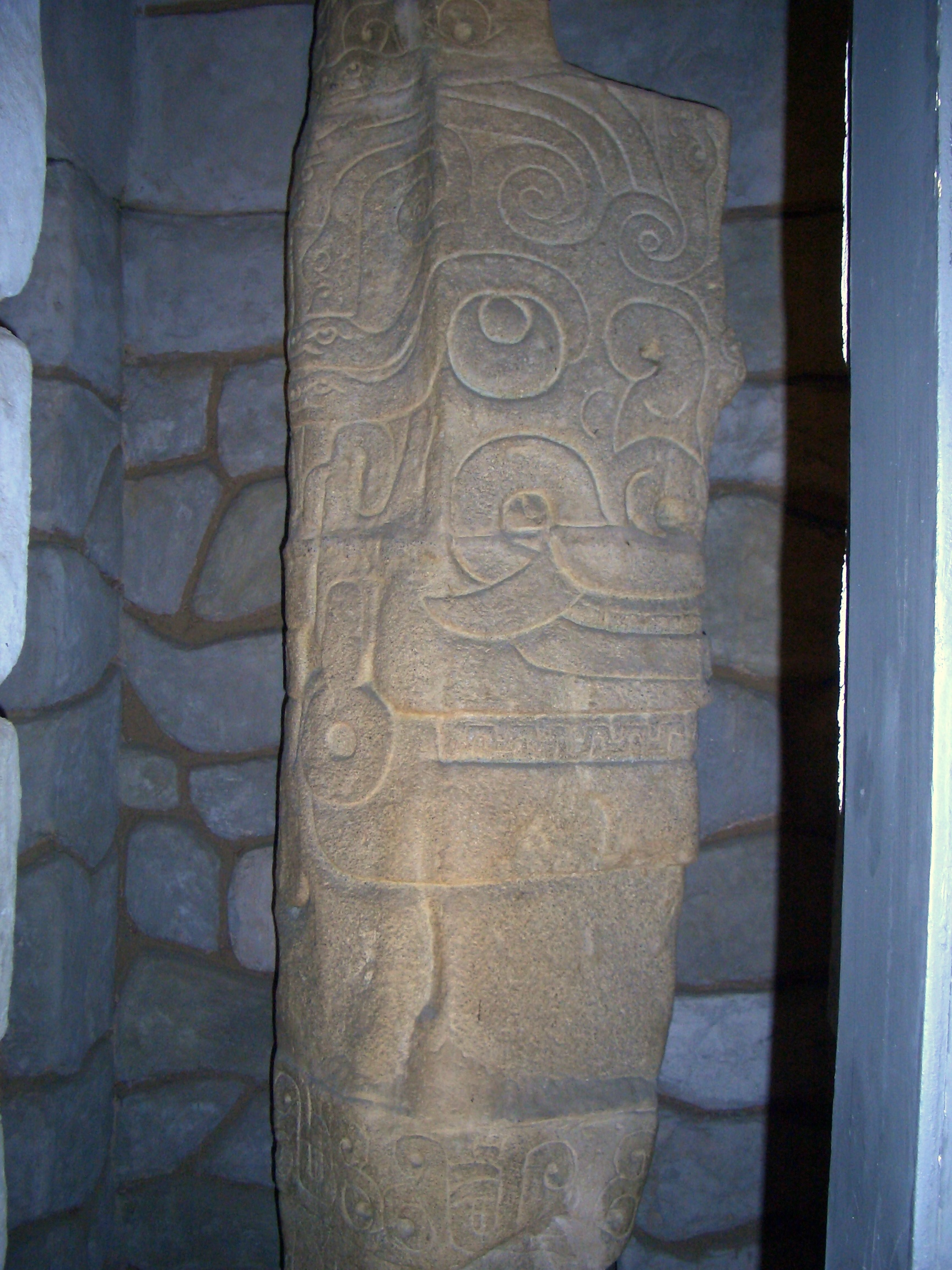
Лансон — копия в Перуанском историческом музее

Искусство чавинской культуры представляет собой первый широко распространённый в Андах и обладающий характерными узнаваемыми чертами оригинальный стиль. Чавинское искусство можно разделить на две стадии. Первая стадия соответствует сооружению «Старого храма» в Чавин-де-Уантар (около 900—500 г. до н. э.); вторая стадия соответствует сооружению «Нового храма» там же (около 500— 200 годы до н. э.).
Изучение чавинской керамики выявило два типа сосудов: многогранный тип с вырезанным изображением и округлый тип с окраской. С точки зрения стиля в чавинском искусстве широко использовалась техника контурного контраста (англ. contour rivalry). Изображения намеренно запутаны по смыслу, их трудно интерпретировать и понять, поскольку они были предназначены для использования только высокопоставленными жрецами чавинского культа, знавшими их смысл. Стела Раймонди — один из крупнейших примеров такого искусства.

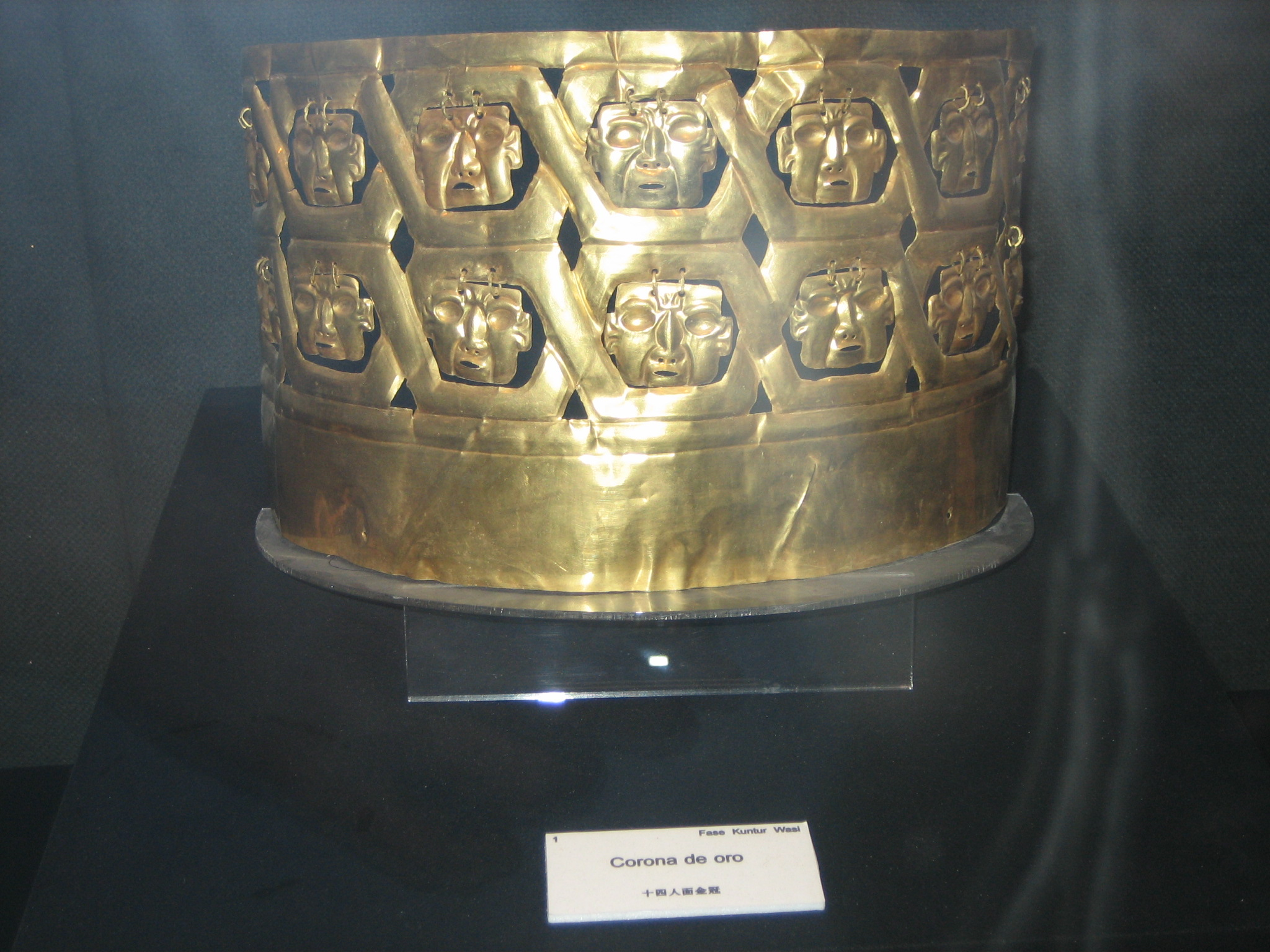
Золотая корона из Кунтур-Уаси

В чавинском искусстве представлены украшения стен в виде резьбы, скульптуры, керамика. Художники предпочитали изображать не местные растения и животных, а неместных — таких, как ягуары и орлы. Одним из наиболее важных мотивов в чавинском искусстве является кошкоподобная фигура, которая имела важное религиозное значение и повторяется на многих резных изображениях и в виде скульптур. Также в чавинском искусстве часто встречаются орлы.
Характерными примерами чавинского искусства являются три известных артефакта: обелиск Тельо, «головы с шипами» и Лансон. Обелиск Тельо — гигантский скульптурный стержень с изображениями растений и животных, в том числе кайманов, птиц, злаков, а также людей. Вероятно, изображение на обелиске передавало историю создания земли. «Головы с шипами» (англ. Tenon heads) обнаруживаются во многих местах Чавин-де-Уантара и представляют собой массивные резные изображения ягуаров, выглядывающих из верхней части внутренних стен. Вероятно, наиболее интересным артефактом является Лансон, представляющий собой гранитный столб высотой 4,53 м и проходящий сквозь потолок храма. На нём вырезано изображение божества с клыками (полуягуар-полузмея-получеловек) — главного культового существа чавинцев.

## Религия

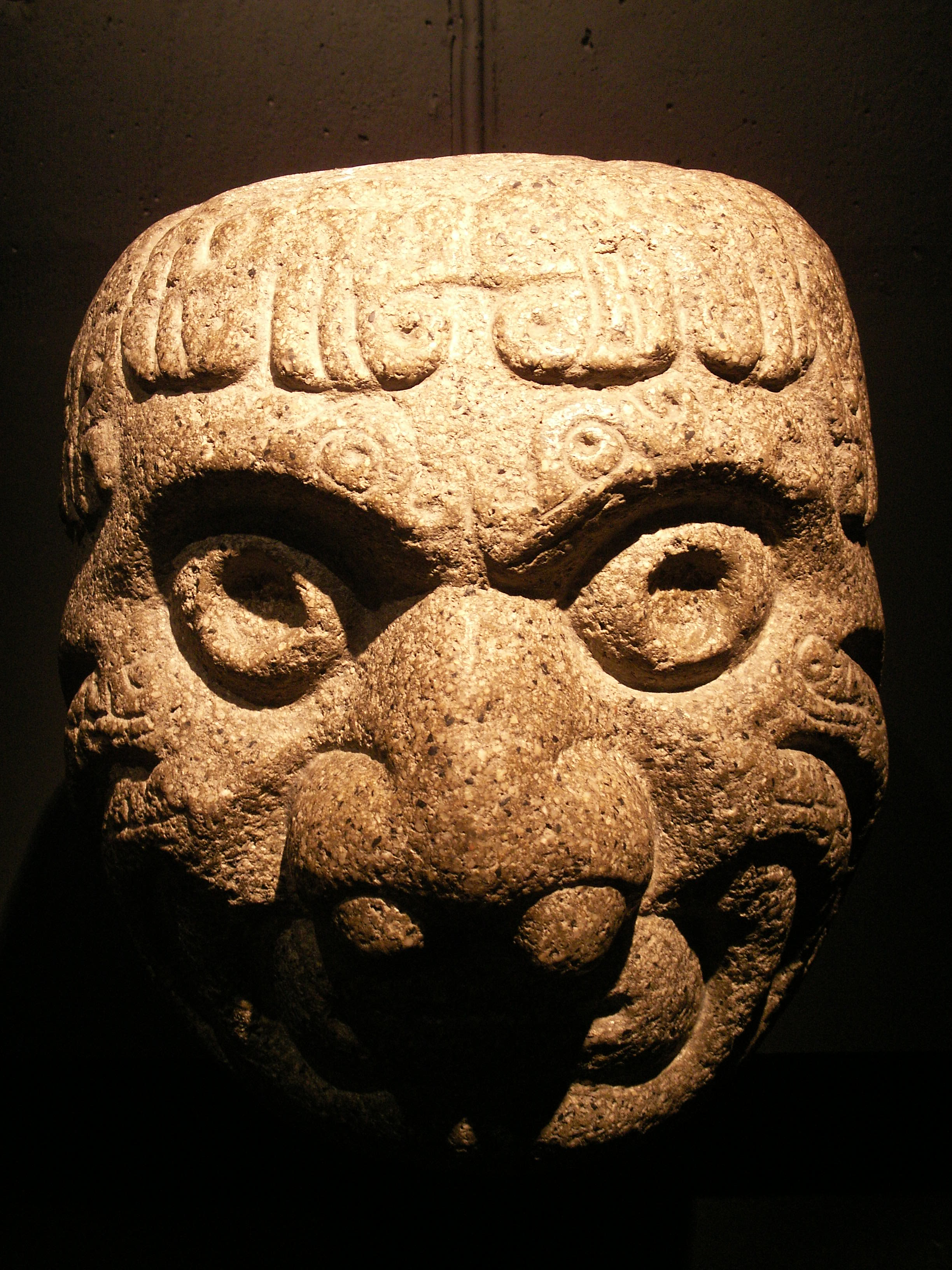
Чавинское каменное изображение головы

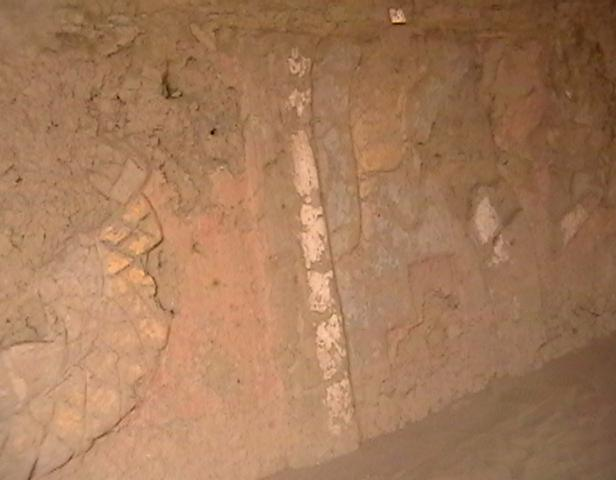
Полихромные рельефные фризы — отличительная черта Гарагайского храма.

Одной из распространённых тем в чавинской культуре было изображение антропоморфных фигур с кошачьими чертами. Выявлено несколько божеств чавинской религии, которые часто встречаются в местных изображениях. Основное божество имело длинные клыки и длинные волосы, состоящие из змей. Этот бог, как предполагается, отвечал за равновесие противоборствующих сил. Среди других выявленных богов были: бог, отвечавший за пищу, изображавшийся в виде летучего каймана; бог подземного мира в виде анаконды; бог сверхъестественного мира, обычно в виде ягуара. Указанные божества представлены на керамике, металлических предметах, тканях и в скульптурах.
Чавин-де-Уантар, как представляется, был крупным центром для проведения каких-то религиозных церемоний. Элементом данных церемоний являлись сложные костюмы и музыка. На резных изображениях в Чавин-де-Уантар имеются фигуры в замысловатых головных уборах, дующие в духовые инструменты из раковин. Подобные инструменты, обнаруженные в более ранних перуанских археологических памятниках, по-видимому, имели религиозное значение.
В чавинской религии имелись ритуалы изменения сознания с использованием галлюциногенов. Было обнаружено множество скульптур, изображающих превращение человеческой головы в голову ягуара. Также имеется несколько вырезанных изображений с подобным сюжетом. Использование психотропных наркотиков для религиозных целей косвенно подтверждают археологические источники. В данной местности произрастают кактусы Сан-Педро, обладающие психоделическим эффектом. Эти кактусы также часто изображаются в иконографии Чавинской культуры, в частности, один из богов держит кактус как жезл. Ещё одним косвенным свидетельством использования психоделиков является антропоморфная иконография. Были обнаружены небольшие ступки, вероятно, для размалывания Anadenanthera colubrina, а также костяные трубы и ложки, украшенные изображениями диких животных. Также в Чавин-де-Уантар имеются изображения людей с вытекающей из носа слизью (побочный эффект использования упомянутого наркотика).

## Сфера влияния
Чавинская культура имела довольно большое влияние на соседние цивилизации. К примеру, в Пакопампе, расположенной к северу (дорога пешком занимает около 3 недель) от Чавин-де-Уантар, в главном храме обнаружены элементы, характерные для чавинской культуры. В Кабальо-Муэрто, прибрежном археологическом памятнике в регионе долины Моче, имеется глинобитное сооружение, созданное как обновление для главного храма, и также обладающее чертами, характерными для чавинской культуры. Гарагай, памятник на территории современного региона Лима, содержит настенные изображения — красочные рельефы — с характерными для Чавина элементы иконографии, в частности, слизь, вытекающую из носа. В Серро-Бланко, в долине Непена, обнаружены образцы чавинской керамики.
Чавинский стиль — а также, видимо, и чавинская культура — были распространены от Пьюры на дальнем северном побережье до Паракаса на южном побережье, от Чавин-де-Уантара в северных горах до Пукары в южных горах.

## Рацион
По мнению ряда исследователей, усложнение социальной структуры чавинского общества совпало с началом выращивания кукурузы. Радиоуглеродный анализ человеческих костей, обнаруженных в археологических памятниках, показал, что рацион людей, которым они принадлежали, состоял в основном из культур, содержавших C3, таких, как картофель и киноа, тогда как кукуруза, содержавшая C4, в него не входила. Картофель и киноа получили распространение среди чавинцев, поскольку они лучше выдерживают мороз и нерегулярность осадков, характерные для высокогорного климата. Выращивание кукурузы в таких условиях связано с немалыми трудностями.

## Датировка Чавинской культуры
Развитие чавинской керамики делится на три основных стадии, которые в целом ассоциируются с тремя стадиями развития чавинской культуры.
Первая стадия, Урабарриу, длилась с 900 по 500 годы до н. э. В это время на территории Чавин-де-Уантар существовало две небольших жилых зоны, вдалеке от церемониального центра, в которых в общей сложности проживало несколько сот человек. Для этой фазы характерно наибольшее разнообразие животных. Чавинцы охотились на оленевых и использовали в хозяйстве верблюжьих, среди остатков пищи представлены разнообразные моллюски из Тихого океана, птица и морские свинки. В это время чавинцы уже выращивали кукурузу и картофель. В керамике из Урабаррию прослеживается сильное влияние соседних культур. В это время существовало несколько разрозненных центров производства керамики, на которую, вероятно, спрос был небольшим.
Вторая стадия, Чакинани, представляет собой краткий переходный период чавинской культуры. Она длилась с 500 по 400 годы до н. э. В это время жилые зоны в Чавине передвинулись ближе к церемониальному центру. На этой стадии чавинцы начали одомашнивать ламу, тогда как объём охоты на оленьих уменьшился. В это же время расширяется общение с другими культурами.
Последняя стадия, Харабарриу, длилась примерно с 400 по 250 годы до н. э. В это время наблюдался резкий рост чавинского населения. Планировка поселений изменяется, они превращаются в протогорода, состоящие из поселений в низинах и общин-спутников на окружающих высокогорных территориях. Именно на стадии харабарриу в Чавинской культуре отчётливо наблюдаются специализация и социальное расслоение. Считается, что люди, жившие к востоку от Чавин-де-Уантар, занимали менее престижное положение по сравнению с жителями западных территорий, поскольку на западе обнаружены изделия из золота и морских раковин вместе с экзотической керамикой, имевшей, вероятно, символическое значение. Из анализа костных остатков следует, что люди на западе (в отличие от жителей востока) ели молодых лам, имевших более нежное мясо. Есть также свидетельства того, что в это время мясо ламы заготавливалось на высокогорных территориях и поставлялось в низины общинам, жившим у церемониального центра, вместо того, чтобы посылать вниз живых лам. На стадии Харабарриу наблюдалось разнообразное и интенсивное производство керамики, когда население в долине было большим, а керамический стиль стал более определённым.